# Universität Vigo
Die Universität Vigo (galicisch: Universidade de Vigo) ist eine spanische Universität in Vigo (Galicien). An der technisch-orientierten Universität studieren rund 21.000 Menschen.
Die Universität trägt den Titel einer „Exzellenzuniversität“.

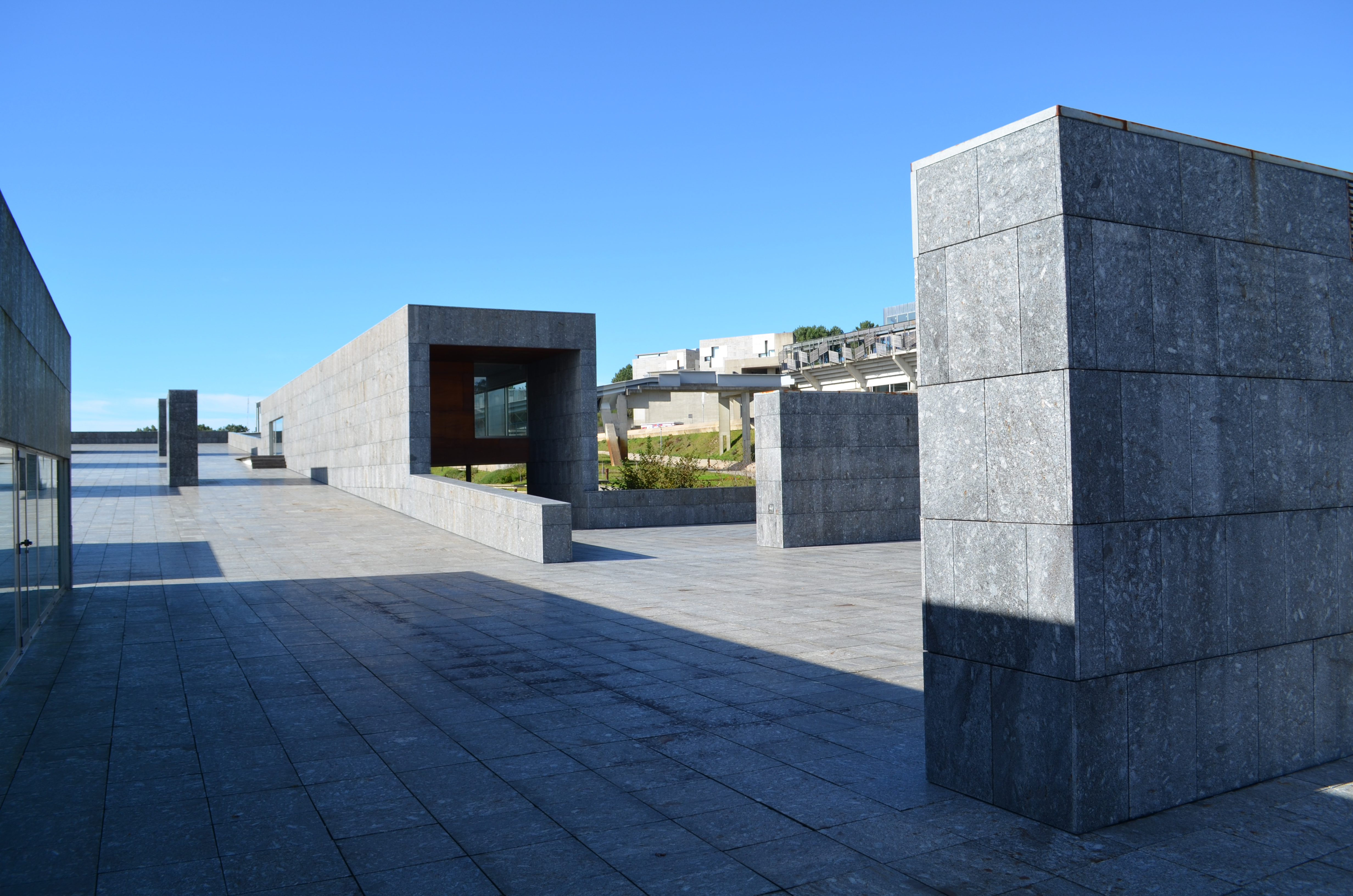
Zentralbibliothek auf dem Campus Vigo (Lagoas, Marcosende)

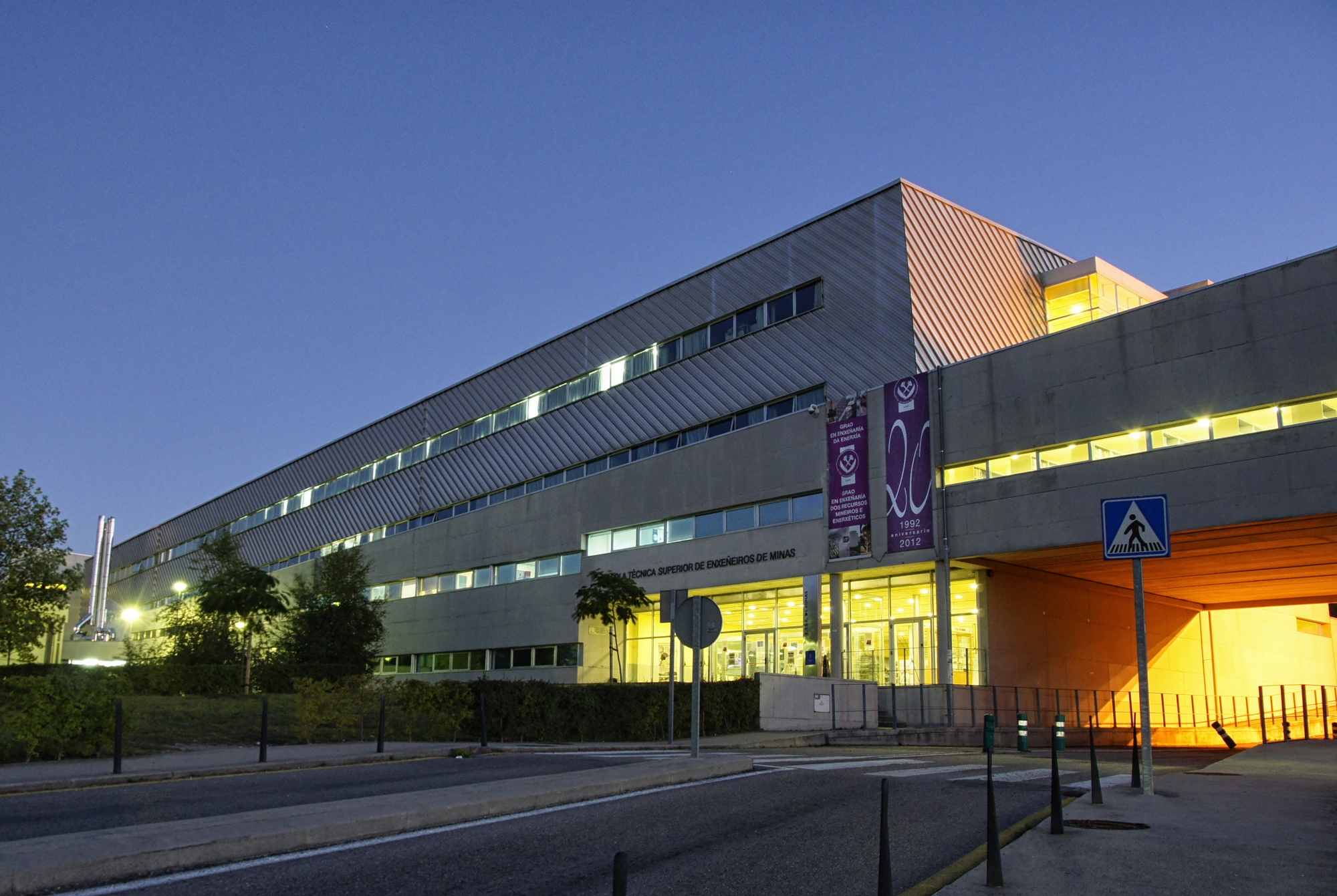
Eingangsbereich der ETS de Ingeniería de Minas (Technische Hochschule für Bergbau) auf dem Campus Vigo (Lagoas, Marcosende)

## Campus
Es gibt drei Campus:
- Campus Vigo besteht aus Lagoas-Marcosende, zwischen Vigo und Mos gelegen und diversen Studienzentren in der Innenstadt Vigos[5]
- A Xunqueira in Pontevedra
- As Lagoas in Ourense

## Sonstiges
Gegen einige Mitarbeiter  wurden Vorwürfe von Korruption und wissenschaftlichem Fehlverhalten erhoben, allerdings blieben diese Vorwürfe ohne Konsequenzen.